# بيارن جوهانس هوب
بيارن جوهانس هوب (بالنرويجية البوكمول: Bjarne Hope)‏ هو مهندس نرويجي، ولد في 30 مارس 1944، وتوفي في 30 يونيو 2006.